# Омирос Зангас
Омирос Зангас (грч. Όμηρος Ζάγκκας; 18. јануар 1993) кипарски је пливач чија ужа специјалност су спринтерске трке слободним и прсним стилом. Национални је првак и рекордер у тркама прсним стилом, у великим и малим базенима.   

## Спортска каријера
Зангас је започео своју међународну пливачку каријеру 2010. учешћем на Олимпијским играма младих у Сингапуру и Играма комонвелта у Њу Делхију. Две године касније по први пут је наступио на неком од светских првенстава, међутим није успео да оствари неки запаженији успех на Првенству света у малим базенима које је 2012. одржано у Истанбулу. Непосредно пре тог првенства уписао је студије спортских наука на Универзитету Бат у Енглеској, а паралелно са студијама анступао је и за пливачку секцију свог универзитета.
На светским првенствима у великим базенима је дебитовао у Барселони 2013. где је заузео 52. место у квалификацијама трке на 50 метара прсним стилом. Исте године, као представник Кипра на Играма малих земаља Европе у Луксембургу, осваја и прве медаље у сениорској каријери (два сребра и две бронзе). 
На Европском првенству у малим базенима у Нетањи 2015. испливао је националне рекорде у тркама на 50 и 100 метара прсним стилом. Током 2016. такмичио се на Европском првенству у Лондону и Светском првенству у малим базенима у Виндзору. Био је члан кипарске пливачке репрезентације на Медитеранским играма 2018. у Тарагони. 
На националном првенству у Лимасолу, одржаном крајем јуна 2019. испливао је нови државни рекорд у трци на 100 метара прсним стилом, са временом од 1:03,27 минута, а потом је на Играма малих земаља Европе у Подгорици освојио златну медаљу ут рци на 50 метара слободним стилом. Потом је на свом тек другом наступу на светским првенствима у великим базенима, у корејском Квангџуу 2019, пливао у квалификационим тркама на 50 слободно (60) и 100 слободно (79. место). Годину је завршио учешћем на Европском првенству у малим базенима у Глазгову, са пласманима на два 44. места у квалификацијама трка на 50 и 100 прсно.